# 오태초등학교
오태초등학교는 대한민국 경상북도 구미시의 초등학교이다. 학교 부지가 구미시 오태동과 칠곡군 북삼읍에 걸쳐 있다. 그래서 양 시군의 학생이 모두 진학하며, 이 학교 학생은 구미시 관내 중학교와 칠곡군 관내 중학교를 선택하여 진학할 수 있다.단 주민등록상 주소지가 칠곡군 관내의 경우의 학생들은 구미시의 중학교로 진학하지 못함.

## 학교 연혁
- 1998.11.09 오태초등학교 설립인가
- 2000.09.01 오태초등학교로 개교 (33학급)
- 2000.09.01 초대 김정일 교장 취임
- 2000.09.01 상모초등학교에서 27학급, 칠곡북삼초등학교에서 6학급 분리
- 2001.03.01 경상북도교육청 지정 ICT활용교육 시범학교(영어)
- 2004.03.01 경상북도교육청 지정 ICT활용교육 시범학교(체육)
- 2004.09.01 제2대 장덕수 교장 취임
- 2006.03.01 47학급 편성(특수학급1)
- 2006.03.01 구미오산초등학교 개교분리(714명,23학급)
- 2006.09.01 제3대 홍태목 교장 취임
- 2007.03.01 48학급 편성(특수학급1)
- 2007.06.27 교훈탑 설치(노문영 운영위원장 기증)
- 2008.02.15 제8회 졸업식 (졸업생 총수1882명)
- 2008.03.01 47학급 편성(특수학급1)
- 2008.08.28 느티나무도서관 개관
- 2008.09.01 제4대 김오태 교장 취임
- 2009.03.01 46학급 편성(특수학급1)
- 2009.04.17 다목적 강당(오태체육관) 준공
- 2010.03.01 44학급 편성(특수학급1)
- 2011.03.01 42학급 편성(특수학급1)
- 2011.03.01 제5대 이길순 교장 취임
- 2012.03.01 37학급 편성(특수학급1)
- 2013.03.01 제6대 박재홍 교장 취임
- 2013.06.14 친환경 인조 잔디 운동장 조성
- 2013.08.18 학교 건물 내벽 벽지무늬 첨단 특수 도색작업
- 2013.09.08 전국 학교 스포츠 클럽대회(플로어볼 남초부 3위)
- 2013.10.01 학교 운동장 등나무 쉼터 조성
- 2013.11.08 제2회 대교TV합창대회 '코러스 코리아'(초등부 1위)
- 2014.02.19 제14회 졸업식 (졸업생수 210명, 졸업생 총수: 3,317명)
- 2014.03.01 경상북도지정 통일교육 시범학교 지정(2년)
- 2014.03.01 33학급(특수학급 1)
- 2014.03.01 34학급 편성 (특수학급 1)
- 2014.09.01 제7대 강기석 교장 취임